# Brad Guzan
Bradley Edwin "Brad" Guzan (Evergreen Park, 9 de setembro de 1984) é um futebolista estadunidense que atua como goleiro. Defende atualmente o Atlanta United, dos Estados Unidos.

## Clubes
Atuou oito temporadas pelo  Aston Villa até 2015–16 quando o clube foi rebaixado. O Middlesbrough o contratou por duas temporadas.

## Seleção nacional
Brad Guzan fez parte do elenco da Seleção Estadunidense de Futebol da Copa América de 2016.

## Títulos
Seleção Estadunidense
Seleção dos Estados Unidos
- Copa Ouro da CONCACAF: 2017, 2021